# Arnold Zimmermann
Arnold Zimmermann (* 2. Oktober 1922 in Altendambach; † 21. April 2015 in Suhl) war ein deutscher Politiker (SED). Er war Vorsitzender des Rats des Bezirks Suhl und Kandidat des Zentralkomitees der SED.

## Leben
Zimmermann, Sohn eines Schuhmachers und einer Hausfrau, besuchte die Volks- und Berufsschule. Er absolvierte von 1937 bis 1939 eine Lehre zum Verwaltungsangestellten. 1940/41 war er in der Kreisverwaltung Suhl tätig. Am 1. September 1940 trat Zimmermann der NSDAP bei. Im Februar 1941 wurde er zunächst zum Reichsarbeitsdienst und im Dezember 1941 zum Kriegsdienst in die Wehrmacht eingezogen. Als Unteroffizier geriet er im April 1945 in sowjetische Kriegsgefangenschaft, aus der er bereits im Oktober 1945 entlassen wurde.
Von Oktober 1945 bis 1951 arbeitete er als Angestellter und Leiter der Personalabteilung im Rat des Kreises Suhl. Im Dezember 1945 trat Zimmermann der SPD bei und wurde 1946 Mitglied der SED. Von November 1950 bis Februar 1951 besuchte er einen Kaderleiterlehrgang an der Deutschen Akademie für Staats- und Rechtswissenschaft (DASR) und war anschließend von Oktober 1951 bis Juli 1952 Kaderleiter im Ministerium für Land- und Forstwirtschaft Thüringen in Erfurt. Von August 1952 bis April 1956 wirkte er als Sekretär, von April 1956 bis September 1961 als Vorsitzender des Rates des Kreises Suhl. Zwischen 1953 und 1958 absolvierte Zimmermann ein Fernstudium an der DASR in Potsdam-Babelsberg mit dem Abschluss als Diplom-Jurist.
Von Oktober 1961 bis August 1963 war er Sekretär des Rates des Bezirkes Suhl und Abgeordneter des Bezirkstages Suhl. Von September 1963 bis August 1965 studierte er am Industrie-Institut der TH Ilmenau mit Abschluss als Diplom-Ingenieurökonom. Im September 1965 wurde Zimmermann Erster Stellvertretender Vorsitzender und war dann von Juli 1967 bis Mai 1990 Vorsitzender des Rates des Bezirkes Suhl. Gleichzeitig war er Mitglied des Büros bzw. des Sekretariats der SED-Bezirksleitung. Von September 1965 bis Mai 1990 war er erneut Abgeordneter des Bezirkstages Suhl. Zimmermann war von Juni 1971 bis Dezember 1989 zudem Kandidat des ZK der SED.
Er war Mitglied der PDS bzw. Mitglied der Partei Die Linke. Zimmermann ging im Mai 1990 in Rente und starb im April 2015 im Alter von 92 Jahren.

## Auszeichnungen
- Vaterländischer Verdienstorden in Bronze (1969) und in Silber (1972) und in Gold (1982)
- Karl-Marx-Orden (1987)